# 黄樵松

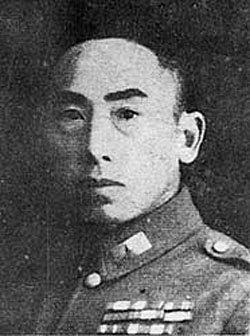

黄樵松（1905年10月8日—1948年11月27日），原名德全，字道立，又字怡墅，河南省尉氏县后黄村人，中华民国军事将领。

## 生平
黄樵松原籍为河南省尉氏县后黄村，后来随父亲迁居河南省太康县。民国8年（1919年）入太康县立高等小学。民国9年（1920年），考入淮阳的河南省立第四中学。民国11年（1922年）秋，参加冯玉祥的学兵团。此后历任排长、连长、营长、团长。民国22年（1933年），升任第二十六路军二十七师旅长。因为和冯玉祥的妻子李德全同名，乃改名为“樵松”。
抗日战争期间，黄樵松先后在琉璃河、娘子关、台儿庄、大别山等地同日军战斗，立下战功。在娘子关战役中，黄樵松率部伏击了通过公路的日军一个旅团，并亲自击毙日军将领里登。在南阳阻击战中，黄樵松为自己制了一口棺材，表达抗战决心。民国27年（1938年），黄樵松任二十七师少将师长。民国28年（1939年），任一四三师中将师长。
抗日战争胜利后，黄樵松历任国军第六十八军副军长，国军第三十军副军长。不久，升任国军第三十军军长。但是，黄樵松厌倦内战，有卸职之意。
民国37年（1948年）8月，蒋介石命胡宗南将国军第三十军空运到山西太原，增援阎锡山。黄樵松抵达太原后，认为太原是“孤城一座，四无依靠”。他和北平的朋友丁行（中共地下工作人员）通信，在信中透露了自己有起义的打算。丁行乃使黄樵松同中国人民解放军取得联系。华北军区第一副司令员兼华北野战军第1兵团司令员、政委徐向前曾两次致信黄樵松，欢迎其起义。此前早已起义的原中国国民党方面高级将领高树勋也两次致信黄樵松，劝其毅然起义。黄樵松接到上述来信后，当即决心起义，遂派军部谍报队长王震宇（又名王正中）、王玉甲同解放军联络，解放军也派出联络代表入太原，同黄樵松在正大饭店商讨有关起义并和平解放太原事宜。10月31日下午，黄樵松、王震宇乘坐汽车将解放军方面联络人员送出太原。11月2日，王震宇再次出城同解放军联络，并带来了黄樵松的起义计划和部署。解放军第一兵团政治部主任胡耀邦称：
请联络官先生回去向黄军长转达，黄军长以人民利益为重，迎我军入城，共同解决太原问题，他的这种爱国热情，我们表示钦佩。只要黄军长愿意脱离蒋阎顽固派，我们表示欢迎。人民对于他的这种爱国举动，是不会忘记的。我们只希望黄军长调遣部队迎我军入城，入城后的战斗任务，全由我军承担。至于能否胁迫阎锡山缴械投诚，那还要看战斗结果如何，估计战斗的结局，不会像黄军长预料得那么轻松。
双方协商后初步确定，解放军进攻太原城时，黄樵松的国军第三十军交出所防守的大小东门等地，让解放军开入城内，歼灭阎锡山部，国军第三十军则撤到城外集结并整编。上述计划商定后，解放军派联络代表晋夫随王震宇入太原。
11月3日上午，黄樵松在其住所同国军第二十七师师长戴炳南秘密商讨起义事项。戴炳南回到师部后，同副师长仵德厚、国军第三十军参谋长仝学曾商量，于当晚赴太原绥靖公署向阎锡山告发。阎锡山送走戴炳南后，随即通知黄樵松参加“紧急军事会议”。当晚12时前后，黄樵松刚抵达太原绥靖公署便被解除武装，阎锡山对他说：“黄军长，总统和我对你都很器重，到太原来对你不薄，你为什么要叛变？”黄樵松回答：“好汉做事好汉当，我不愿意打内战。事已至此，由你办吧。”随后，11月6日黄樵松、晋夫、王震宇等人被送往河西圪㙩沟机场，用飞机押往南京。
在南京，蒋介石命国防部军法总监部会同卫戍总部审判黄樵松。11月11日的审讯中，军法当局问黄樵松“你为什么要叛变”，黄樵松回答：“我不是叛变，我早就不愿意帮蒋介石打屠杀人民的内战，更不愿意为阎老贼当炮灰。”并且还说：“晋夫宣传部长是我请来的，我的谍报队长是我命令他去的，要杀杀我，他们无罪。”
民国37年（1948年）11月27日早晨，黄樵松、晋夫、王震宇3人在南京军人监狱被处决。